# Lijst van hogepriesters van Israël
Deze lijst bevat de namen van de hogepriesters van het oude Israël. Volgens de Tenach begon deze lijn met Aäron, die na de uittocht uit Egypte hogepriester werd. Het hogepriesterschap werd van vader op zoon doorgegeven. Later werd Sadok, een afstammeling van Aäron, hogepriester in de tempel van Salomo. Deze tempel en heel Jeruzalem werden vernietigd in 587 v.Chr. Na ruim vijftig jaar begon de herbouw van de "tweede tempel". Jason was de laatste Aäronitische hogepriester. Daarna werden hogepriesters aangesteld door koningen en hoefden niet meer tot een hogepriestelijk geslacht te behoren.
De meeste historici betwijfelen of alle hogepriesters tot aan Jason wel tot dezelfde familie behoorden.

## Van de uittocht uit Egypte tot de vernietiging van de tempel van Salomo
Volgens de Tenach bouwden de Israëlieten hun eerste heiligdom na de uittocht uit Egypte, de tabernakel, een draagbare tent waarin relikwieën werden bewaard en offers werden gebracht. Aäron, de broer van Mozes, werd door God als hogepriester aangesteld. Na Aärons dood ging het hogepriesterschap over op zijn zoon Eleazar; deze traditie werd voortgezet.
Tussen 1000 en 900 v.Chr. werd de tabernakel als centraal heiligdom vervangen door de tempel van Salomo in Jeruzalem. Het hogepriesterschap werd door Salomo gegeven aan Sadok, een afstammeling van Aäron. Sadoks nazaten bleven hogepriester totdat Salomo's tempel in 587 v.Chr. werd vernietigd door Nebukadnezar II.
Er staat in de Hebreeuwse Bijbel geen lijst van alle hogepriesters. De hogepriester speelden geen grote rol in de rest van de Joodse geschiedenis. De vier bronnen die voor de onderstaande tabel zijn gebruikt spreken elkaar zo nu en dan tegen; het zijn: het boek Kronieken, het boek Ezra, de geschiedenis van Josephus en de middeleeuwse kroniek Seder Olam Zutta.
| 1 Kronieken 6:3-14 | Ezra 7:1-5 | Josephus   | Seder Olam Zutta | Opmerking                                                                                           |
| ------------------ | ---------- | ---------- | ---------------- | --------------------------------------------------------------------------------------------------- |
| Aäron              | Aäron      | Aäron      | Aäron            | |
| Eleazar            | Eleazar    | Eleazar    | Eleazar          | |
| Pinechas           | Pinechas   | Pinechas   | Pinechas         | |
| Abisua             | Abisua     | Abisua     | Abisua           | |
|                    |            |            |                  | De Samaritanen voegen Shesha hier tussen                                                            |
| Bukki              | Bukki      | Bukki      | Bukki            | |
| Uzzi               | Uzzi       | Uzzi       | Uzzi             | |
| Zerahja            | Zerahja    | Eli        | Eli              | Afstammeling van Itamar, de zoon van Aäron                                                          |
| Meraioth           | Meraioth   | Ahitub     | Ahitub           | |
| -                  | Azariah    | Achia      | Achia            | |
| Amariah            | Amariah    | Achimelech | Achimelech       | |
| Ahitub             | Ahitub     | Abjatar    | Abjatar          | |
| Sadok              | Sadok      | Sadok      | Sadok            | Afstammeling van Aäron via Eleazar (1 Kronieken 6:6-8). Eerste hogepriester in de tempel van Salomo |
| Achimaäs           | Achimaäs   | Achimaäs   | Achimaäs         | Zoon van Sadok en hogepriester in de tijd van Salomo                                                |
| Azarja             | Azarja     | Azarja     | Azarja           | Azarja vordt 'raadsheer' van Salomo genoemd (1 Koningen 4:2)                                        |
| Johanan            | -          | Joram      | Joas             | Johanan was zoon van Azarja                                                                         |
| -                  | -          | Isus       | Jehoiarib        | Jehoiarib was hoofd van een priesterlijke familie                                                   |
| -                  | -          | -          | Josafat          | |
| -                  | -          | Axioramos  | Jojada           | Jojada was zwager van koning Achazja van Juda (2 Kronieken 23:1)                                    |
| -                  | -          | Fideas     | Pediah           | |
| -                  | -          | Sudeas     | Sedekia          | |
| Azarja II          | -          | Juelus     | Joel             | Azarja II was priester in de tijd van Uzzia (2 Kronieken 26:16-18)                                  |
| Amarja             | -          | Jotam      | Jotam            | |
| Achitub            | -          | Urias      | Uria             | Uria was priester in de tijd van koning Achaz (2 Koningen 16:10; Jesaja 8:2)                        |
| Meraioth           | -          | Nerias     | Neria            | Azarja III was priester in de tijd van koning Hizkia (1 Kronieken 6:9; 2 Kronieken 31:10)           |
| Sadok              | -          | Odeas      | Hoshaiah         | |
| Sallum             | Sallum     | Sallum     | Sallum           | Sallum was zoon van Sadok (1 Kronieken 5:38)                                                        |
| Hilkia             | Hilkia     | Elcias     | Hilkia           | Hilkia was priester in de tijd van koning Josia                                                     |
| Azarja IV          | Azarja IV  | Azaros     | Azarja IV        | Azarja IV was zoon van Hilkia (1 Kronieken 6:13)                                                    |
| Seraja             | Seriah     | Sareas     | Seriah           | Seraja was zoon van Azarja IV (2 Koningen 25:18)                                                    |

## Van de Babylonische ballingschap tot de Hasmoneeën
Deze lijst begint bij de terugkeer uit de Babylonische ballingschap en eindigt bij de vacante periode, waarna de Hasmonese periode begint.
- Jesua
- Jojakim
- Eljasib
- Jojada II
- Jonathan
- Jaddua ca. 334 v.Chr.
- Onias I ca. 300 v.Chr.
- Simon I ?-270 v.Chr.
- Eleazar
- Manasse
- Onias II ?-219 v.Chr.
- Simon II 219-190 v.Chr.
- Onias III 190-174 v.Chr.
- Jason 174-172 v.Chr.
- Menelaüs 172-162 v.Chr.
- Alkimus 162-159 v.Chr.
- Onbekend of vacant 159-153 v.Chr.

## Hasmoneeën
In 153 v.Chr. werd Jonathan Makkabeüs als eerste Hasmoneeër hogepriester. In 35 v.Chr. was Aristobulus III de laatste Hasmonese hogepriester.
- Jonathan Makkabeüs 153-143 v.Chr.
- Simon Makkabeüs 141-134 v.Chr.
- Johannes Hyrkanus 134-104 v.Chr.
- Aristobulus I 104-103 v.Chr.
- Alexander Janneus 103-76 v.Chr.
- Hyrkanus II 76-40 v.Chr.
- Antigonus 40-37 v.Chr.
- Aristobulus III 35 v.Chr.

## Herodiaanse periode
Deze lijst bevat de namen van de hogepriesters vanaf het begin van de regering van Herodes de Grote (37 v.Chr.) tot aan de verwoesting van de tempel in 70 n.Chr. De hogepriesters in deze periode behoren alle tot de partij van de Sadduceeën. De meeste van hen komen bovendien uit de meest invloedrijke families uit de Jeruzalemse aristocratie: het huis van Phiabi, het huis van Boëthus, het huis van Annas en (in mindere mate) het huis van Kamithus.
- Benoemd door Herodes de Grote, koning over het Joodse land:
  - Ananel 37–36 v.Chr.
  - Aristobulus III 35 v.Chr.
  - Ananel 34–? v.Chr. (opnieuw benoemd)
  - Jezus ben Phiabi (uit het huis van Phiabi) ?–23 v.Chr.
  - Simon ben Boëthus (uit het huis van Boëthus) 23–5 v.Chr.
  - Matthias ben Theophilus I (uit het huis van Boëthus) 5–4 v.Chr. (op Grote Verzoendag vervangen door Jozef ben Ellemus)
  - Joazar ben Boëthus (uit het huis van Boëthus) 4 v.Chr.

- Benoemd door Herodes Archelaüs, ethnarch over Judea:
  - Eleazar ben Boëthus (uit het huis van Boëthus) 4 v.Chr.-?
  - Jezus ben Seë (uit het huis van Boëthus) ?–6 n.Chr.

- Benoemd door Publius Sulpicius Quirinius, Proconsul over Syrië:
  - Annas (ook wel Ananus genoemd) ben Set (uit het huis van Annas) 6–15 n.Chr.

- Benoemd door Valerius Gratus, praefectus over Judea:
  - Ismaël ben Phiabi (uit het huis van Phiabi) 15–16 n.Chr.
  - Eleazar ben Ananus (uit het huis van Annas) 16–17 n.Chr.
  - Simon ben Kamithus (uit het huis van Kamithus) 17–18 n.Chr.
  - Jozef Kajafas, de schoonzoon van Annas (uit het huis van Annas) 18–36/37 n.Chr.

- Benoemd door Lucius Vitellius, Proconsul over Syrië:
  - Jonathan ben Ananus (uit het huis van Annas) 36 n.Chr.
  - Theophilus ben Ananus (uit het huis van Annas) 37–41 n.Chr.

- Benoemd door Herodes Agrippa I:
  - Simon Cantheras ben Boëthus (uit het huis van Boëthus) 41–43 n.Chr.
  - Matthias ben Ananus (uit het huis van Annas) 43 n.Chr.
  - Aljoneüs ben Cantheras (uit het huis van Boëthus) 43-44 n.Chr.

- Benoemd door Herodes van Chalkis:
  - Jozef ben Kamei 44-46 n.Chr.
  - Ananias ben Nebedeüs 47–59 n.Chr.

- Benoemd door Herodes Agrippa II:
  - Ismaël ben Phiabi (uit het huis van Phiabi) 59–61 n.Chr.
  - Jozef Kabi ben Simon (uit het huis van Kamithos) 61–62 n.Chr.
  - Ananus ben Ananus (uit het huis van Annas) 62 n.Chr.
  - Jezus ben Damneüs 62–63 n.Chr.
  - Jezus ben Gamaliël (uit het huis van Boëthus) 63–64 n.Chr.
  - Matthias ben Theophilus II (uit het huis van Annas) 65–66 n.Chr.

### Een onbekende hogepriester in het Nieuwe Testament
In Handelingen 19:14 in het Nieuwe Testament komt een verder onbekende Joodse hogepriester voor: Skevas (Σκευᾶς, Skeuas). Zijn zeven zonen zouden exorcisme bedrijven in Efeze. Mogelijk wordt de term hogepriester hier gebruikt om een hooggeplaatste priesterfamilie in de diaspora aan te duiden.

## Tijdens deJoodse Oorlog
- Phannias ben Samuël 66–70 n.Chr.